# Sjælland (skib, 1860)
 For alternative betydninger, se Sjælland (flertydig). (Se også artikler, som begynder med Sjælland)
Fregatten Sjælland var det andet skib i en serie på tre næsten ens skruefregatter til den danske flåde. Den gjorde tjeneste fra 1860 til 1885 og var derefter kaserneskib til 1910.

## Baggrund og design
Fra midten af 1840'erne var de toneangivende sømagter begyndt at bygge skruedrevne linjeskibe og fregatter med dampmaskineri, så de var uafhængige af vinden. Sejlføringen blev bibeholdt, og havde sin værdi, når skibene bevægede sig over større afstande, hvor man så kunne spare på kullene til dampmaskinerne. I 1849 fik Orlogsværftets fabriksmester, O.F. Suenson, ordre om lave tegninger til en skruekorvet (Thor) og efter den kom en serie på tre skruefregatter, hvoraf Sjælland var nummer to. Skibet blev bygget af træ på Orlogsværftet (Nybygning nr. 47), blev søsat i 1858 og indgik i flådens tal i 1860. Maskineriet var en dampmaskine fra Maudslay i England på 1.000 indikerede hestekræfter, og med den kunne Sjælland præstere en fart på 10 knob.

## Artilleri
Da Sjælland blev afleveret i 1860, var den udrustet med glatløbede 30 pundige kanoner. De 30 pund (14,9 kg) var vægten af kanonkuglen, mens kanonløbets diameter var 16,2 cm. Kanonerne var fordelt med 30 styk "50 centner" og 12 "40 centner", hvor antallet af centner (49,6 kg) angav selve kanonens vægt. Netop i disse år indkøbte Marinen sine første riflede kanoner, og da Sjælland blev udrustet i december 1863, var 12 af de 30-pundige kanoner erstattet med 8 styk 18-pundige og 4 styk 12-pundige riflede kanoner, der havde større rækkevidde og gennemslagskraft end de glatløbede.
Fregattens riflede kanoner var imidlertid virkningsløse over for panseret på de panserskibe, der blev bygget fra omkring 1860, så da Sjælland blev udrustet igen i 1869 fik skibet opstillet to 20,3 cm riflede forladere fra firmaet Armstrong - officielt betegnet som 60 pund, 144 centner kanoner - til forsvar mod panserskibe, suppleret med 24 riflede 24-pundige ("50 centner") kanoner med diameter 15 cm.

## Tjeneste
- 1860: Oktober 1860 til april 1861 på første togt, med anløb af blandt andet Brasilien og Vestindien.
- 1863: 18. december krigsudrustet.
- 1864: 22. februar flagskib for eskadren i den østlige Østersø. Deltog 17. marts i træfningen ved Rygen, hvor en preussisk flådeafdeling blev drevet tilbage til Swinemünde. Sjælland havde tre dræbte og 19 sårede besætningsmedlemmer.
- 1869-1870: "Eksercerskib" (skoleskib) med togt til Middelhavet. Deltog november 1869 som Danmarks repræsentant ved åbningen af Suez-kanalen.[6]
- 1873: Maj-august eksercerskib. Oktober 1873 til marts 1874 igen eksercerskib (Togt til Middelhavet).
- 1874: Juni-juli eksercerskib.
- 1878: Maj-august eksercerskib. Oktober 1878 til maj 1879 igen eksercerskib (Togt til Vestindien).
- 1879: Maj-august eksercerskib.
- 1882: Juni-august eksercerskib. September 1882 til marts 1883 igen eksercerskib (Togt til Vestindien).
- 1883: Maj-august eksercerskib.
- 1885: 7. december udgået. Ombygget til kaserneskib (artilleri fjernet, kanonporte tildækket). Den oprindelige rigning blev også fjernet, og Sjælland fik i stedet rigningen fra den udgåede korvet Hejmdal.
- Fra 1887 lå Sjælland fortøjet ved Holmen som flydende kaserne. Den blev også betegnet som "vagtskib", men forstået på den måde, at skibet var under kommando og leverede vagtmandskab til Holmen. Da Marinekasernen på Holmen stod færdig i 1910, blev den gamle fregat solgt til ophugning.[7][8][3]